# NGC 1253
NGC 1253 (również PGC 12041 lub UGCA 62) – galaktyka spiralna z poprzeczką (SBc), znajdująca się w gwiazdozbiorze Erydanu. Odkrył ją William Herschel 20 września 1784 roku. Wraz z sąsiednią, mniejszą galaktyką PGC 12053 (zwaną też NGC 1253A) stanowi obiekt Arp 279 w Atlasie Osobliwych Galaktyk.